# Stanisław Koba
Stanisław Koba (ur. 26 stycznia 1928 w Zagości, zm. 23 lipca 2021) – polski lekarz i polityk, poseł na Sejm PRL IX kadencji.

## Życiorys
Podczas okupacji był sanitariuszem Batalionów Chłopskich (był synem pułku w stopniu podpułkownika). W 1953 ukończył studia na Wydziale Lekarskim Akademii Medycznej w Warszawie i podjął pracę w szpitalu wojewódzkim w Kielcach. W 1978 został ordynatorem oddziału, a w 1980 kierownikiem Katedry Nauczania Klinicznego. W 1986 uzyskał tytuł naukowy profesora nauk medycznych. Został specjalistą wojewódzkim w zakresie chorób zakaźnych. Autor wielu prac z zakresu medycyny, a także członek polskich towarzystw naukowych.
Należał do Organizacji Młodzieży Towarzystwa Uniwersytetu Robotniczego, Związku Młodzieży Polskiej, Zrzeszenia Studentów Polskich oraz do Związku Bojowników o Wolność i Demokrację. W 1965 wstąpił do Polskiej Zjednoczonej Partii Robotniczej, w której był członkiem Komisji Zdrowia Komitetu Wojewódzkiego. Zasiadał w Radzie Wojewódzkiej Patriotycznego Ruchu Odrodzenia Narodowego w Kielcach. W latach 1985–1989 pełnił mandat posła na Sejm PRL IX kadencji w okręgu Kielce, zasiadał w Komisji Polityki Społecznej, Zdrowia i Kultury Fizycznej.
Pochowany na cmentarzu prawosławnym w Kielcach.

## Odznaczenia
- Krzyż Partyzancki
- Medal Zwycięstwa i Wolności 1945
- Odznaka Grunwaldzka